# TV on the Radio
Pour les articles homonymes, voir On the radio.
TV on the Radio [ˈtiːviː ɒn ðə ˈɹeɪdiˌoʊ] est un groupe de rock américain à géométrie variable originaire du quartier de Brooklyn à New York, mélangeant rock et soul, avec des influences free jazz, doo-wop, teintées souvent de psychédélisme. Le noyau principal du groupe est composé du chanteur Tunde Adebimpe, du guitariste Kyp Malone et du producteur multi-instrumentiste David Andrew Sitek.

## Histoire
L'histoire du groupe remonte en 1997, avec la rencontre entre Tunde Adebimpe et David Andre Sitek, lorsqu'ils partageaient un loft dans le quartier de Williamsburg, à New York.
Le premier album de TV on the Radio, seulement composé de Tunde Adebimpe et de David Andre Sitek à l'époque, sort en 2002. Il s'appelle OK Calculator en référence à OK Computer du groupe anglais Radiohead. Autoproduit et pressé sur leur propre label Brooklyn Milk, ce disque est pratiquement impossible à retrouver aujourd'hui. Aucun nouveau pressage n'en a été fait. Dans une interview accordée à Pitchfork en 2006, David Andrew Sitek déclarait qu'il en avait retrouvé une centaine d'exemplaires qu'il avait stockée chez le bassiste du groupe, Gerard Smith.
Leur deuxième album Desperate Youth, Blood Thirsty Babes, paru en 2004, a été un succès critique. David Bowie mentionnait à la presse musicale, à l'été 2004, que TV on the Radio et Arcade Fire étaient ses groupes préférés du moment. Il contacte lui-même le groupe en 2006 pour enregistrer une chanson, Province, en leur compagnie. Ce titre se retrouvera sur le troisième album de TV on the Radio. Bowie a comparé les textes de TV on the Radio à la poésie américaine, particulièrement celle de la génération beat.
Desperate Youth, Blood Thirsty Babes fut précédé de Young Liars, un EP contenant Staring at the Sun, qui se retrouva sur le premier album complet du groupe, et une reprise doo-wop de Mister Grieves des Pixies. Le guitariste des Yeah Yeah Yeahs, Nick Zinner, fait partie des collaborateurs invités sur Young Liars.
En 2005, TV on the Radio assure les premières parties de Nine Inch Nails durant la tournée With Teeth et sort l'EP New Health Rock. Au mois de septembre, ils enregistrent le morceau Dry Drunk Emperor, inspiré par les ravages de l'ouragan Katrina. La chanson sera offerte sur internet , comme un message d'encouragement venu de New York pour les personnes touchées par la catastrophe. Dry Drunk Emperor est aussi une charge indirecte contre le Président George W. Bush.
Leur troisième album Return to Cookie Mountain est paru en 2006 sur le label 4AD, David Bowie apparaît sur la chanson Province et Kazu Makino de Blonde Redhead sur Hours.
Ils ont sorti leur quatrième album, Dear Science, le 22 septembre 2008. Dans la foulée, ils ont fait une tournée mondiale jusque courant 2009, dont quelques dates en France, comme le 17 juillet 2009 au festival des Vieilles Charrues.
Le 16 février 2009, le groupe est apparu sur le disque caritatif War Child Presents Heroes en reprenant Heroes, la chanson de David Bowie.
En mars 2011, TV on the Radio annonce sur son site Internet qu'un cancer du poumon a été diagnostiqué chez leur bassiste Gerard Smith et qu'il ne pourra pas assurer la tournée qui suit la sortie de leur album Nine Types of Light.
Le 20 avril 2011, il succombe à la maladie.
Des singles sortent en 2014 (Happy Idiot, Careful you). Un album Seeds est alors annoncé. Une tournée a lieu en 2015, mais le groupe se met ensuite en pause.
En septembre 2024,le groupe annonce que son premier album va être réédité pour son vingtième anniversaire. Dix concerts sont programmés pour la fin de l'année, et d'autres dates sont rajoutés en 2025. Dave Sitek ne se joint pas à ces concerts, bien qu'il reste membre du groupe.

## Style et influences musicales
Parmi les influences de TV on the Radio figurent Brian Eno et Prince. Leur musique éclectique est aussi due à leur goûts pour des groupes très divers, allant de Bad Brains à Earth, Wind & Fire, en passant par Nancy Sinatra et même Serge Gainsbourg.
Leur musique hétéroclite incluant des réminiscences de soul, trip-hop et de rock, vient en partie de l'écoute de tous ces artistes.
Comme références pour les tempos et les mélodies entraînantes, TV on the Radio mentionnent aussi les groupes post-punk Wire et Siouxsie and the Banshees. David Siteck a déclaré qu'ils ont toujours essayé de faire une chanson qui commence comme Kiss Them For Me (de Siouxsie). « Je pense que des chansons comme I Was a Lover ou Wash The Day away viennent de cet élément de surprise où d'un seul coup, cet énorme son de batterie débarque et tu te demandes ce qui se passe ».

## Divers
Le nom du groupe vient de l'animateur de radio britannique Tommy Vance, connu pour se présenter sur les ondes par la formule suivante : « This is T.V. on the radio », T.V. renvoyant à ses initiales.

## Discographie

### Albums
- OK Calculator (2002)
- Desperate Youth, Blood Thirsty Babes (2004)
- Return to Cookie Mountain (2006)
- Dear Science (2008)
- Nine Types of Light (2011)
- Seeds (2014)

### EP
- Young Liars (EP, 2003)
- Staring at the Sun (7"/CD single, 2004)
- New Health Rock (EP, 2004)
- Live at Amoeba Music (EP, 2007)

### Singles
- Wolf Like Me (2006)
- Happy Idiot (2014)